# Марта Максаллі
Марта Елізабет Максаллі (англ. Martha Elizabeth McSally; нар. 22 березня 1966, Ворік, Род-Айленд) — американський політик. Сенатор США від штату Аризона з 3 січня 2019 року до 2 грудня 2020 року.
Член Республіканської партії. Вона представляє 2-й виборчий округ штату Аризона у Палаті представників США (Тусон). Максаллі служила у ВПС Сполучених Штатів (1988—2010). Полковник. Одна з перших бойових пілотів-жінок. Закінчила Академію Повітряних сил Сполучених Штатів, отримала ступінь магістра у Школі управління імені Джона Ф. Кеннеді. Працювала радником сенатора Джона Кайла з питань оборони та зовнішньої політики.